# Stary cmentarz żydowski w Boćkach
Stary cmentarz żydowski w Boćkach – data założenia nekropolii pozostaje nieznana - najstarszy odnaleziony nagrobek pochodził z 1870 roku. Po II wojnie światowej na miejscu nekropolii wybudowano dwa bloki mieszkalne. Do naszych czasów zachował się tylko jeden nagrobek.